# Peter Voss
Peter Voss (ur. 18 grudnia 1897 we Flensburgu, zm. 1976) – zbrodniarz nazistowski, SS-Oberscharführer, kierownik krematoriów w niemieckim obozie zagłady Birkenau od połowy 1943 do 20 maja 1944.